# Miňjar
Miňjar (rusky Миньяр) je město v Čeljabinské oblasti v Ruské federaci. Při sčítání lidu v roce 2010 měl přes deset tisíc obyvatel.

## Poloha a doprava
Miňjar leží na západním okraji Jižního Uralu na Simu, pravém přítoku Belaji v povodí Kamy. Od Čeljabinsku, správního střediska oblasti, je vzdálen přibližně 360 kilometrů západně.
Přes město prochází jižní větev Transsibiřské magistrály Moskva – Samara – Čeljabinsk – Omsk a několik kilometrů jižně od města prochází dálnice M-5 „Ural“.

## Dějiny
Miňjar vznikl v roce 1711 současně s výstavbou železárny Miňjarskyj zavod. Ta byla uvedena do provozu v roce 1784 a koncem 18. a začátkem 19. století se jednalo o významného dodavatele střešních plechů do středního Ruska.
V roce 1918 se 6. července ve zdejší železniční stanici podařilo spojení doposud oddělených skupin Československých legií v Rusku.
Od roku 1943 je Miňjar městem.